# Sint-Willibrorduskerk (Vierakker)
De Sint-Willibrorduskerk is een rooms-katholieke kerk in de Nederlandse plaats Vierakker. De neogotische kerk is gebouwd in de jaren 1869 - 1870 naar ontwerp van H.J. Wennekers. Wennekers werd geadviseerd door Gerard van Heukelum, stichter van het St. Bernulphusgilde en uitdrager van de Utrechtse School. Voor de bouw van de kerk werden gelden beschikbaar gesteld door Alexander Baron van der Heijden van Doornenburg, bewoner van het nabijgelegen landhuis 't Suideras, zodat zijn vrouw die in slechte gezondheid was, niet de reis naar de Sint-Martinuskerk in Baak hoefde te maken. De kerk is gelegen in een bosrijk gebied tussen de plaatsen Vierakker en Wichmond.
De kerk is gebouwd als hallenkerk. Boven de ingang is een groot spitsboogvenster met daarin glas in lood verwerkt, dat als geheel wordt versierd met een archivolt. De torenspits is voorzien van een ingesnoerde naaldspits met bovenop een windhaan. Het uurwerk dat op de toren is aangebracht is gemaakt door klokkengieterij Eijsbouts. De kerktoren wordt begeleid door een veelhoekige traptoren. De ramen in de zijgevels zijn eveneens voorzien van glas in lood die in spitsboogvensters zijn verwerkt. Met het glas in lood worden Bijbelse verhalen verbeeld. Tegen de zuidzijde is een aparte kapel gebouwd met daarin een koor. De kapel wordt aan de buitenzijde afgerond door twee puntgevels, waarin glas in loodramen zijn verwerkt, met daartussen een traptoren die boven de gevels uitsteekt.
In de kerk is een orgel aanwezig van Gerardus Elberink uit 1873. Een groot aantal overige interieuronderdelen, zoals altaren, religieuze beelden, de preekstoel en communiebank, zijn ontworpen door Friedrich Wilhelm Mengelberg. Het dak wordt gedragen door kruisribgewelven. De vloer is voorzien van tegelwerk, waarin allerlei afbeeldingen zijn verwerkt. Zo zijn in de zijpaden dieren verwerkt die de hoofdzonden verbeelden. Als verlichting was gekozen voor olielampen met daarnaast acht kroonluchters.
De kerk is in de periode 2000 - 2009 gerestaureerd, waarbij het originele ontwerp het uitgangspunt was. Bij een verkiezing in 2011 werd de Sint Willibrorduskerk verkozen tot mooiste kerk van Gelderland. De kerk is in 1976 aangewezen als rijksmonument.

## Galerij

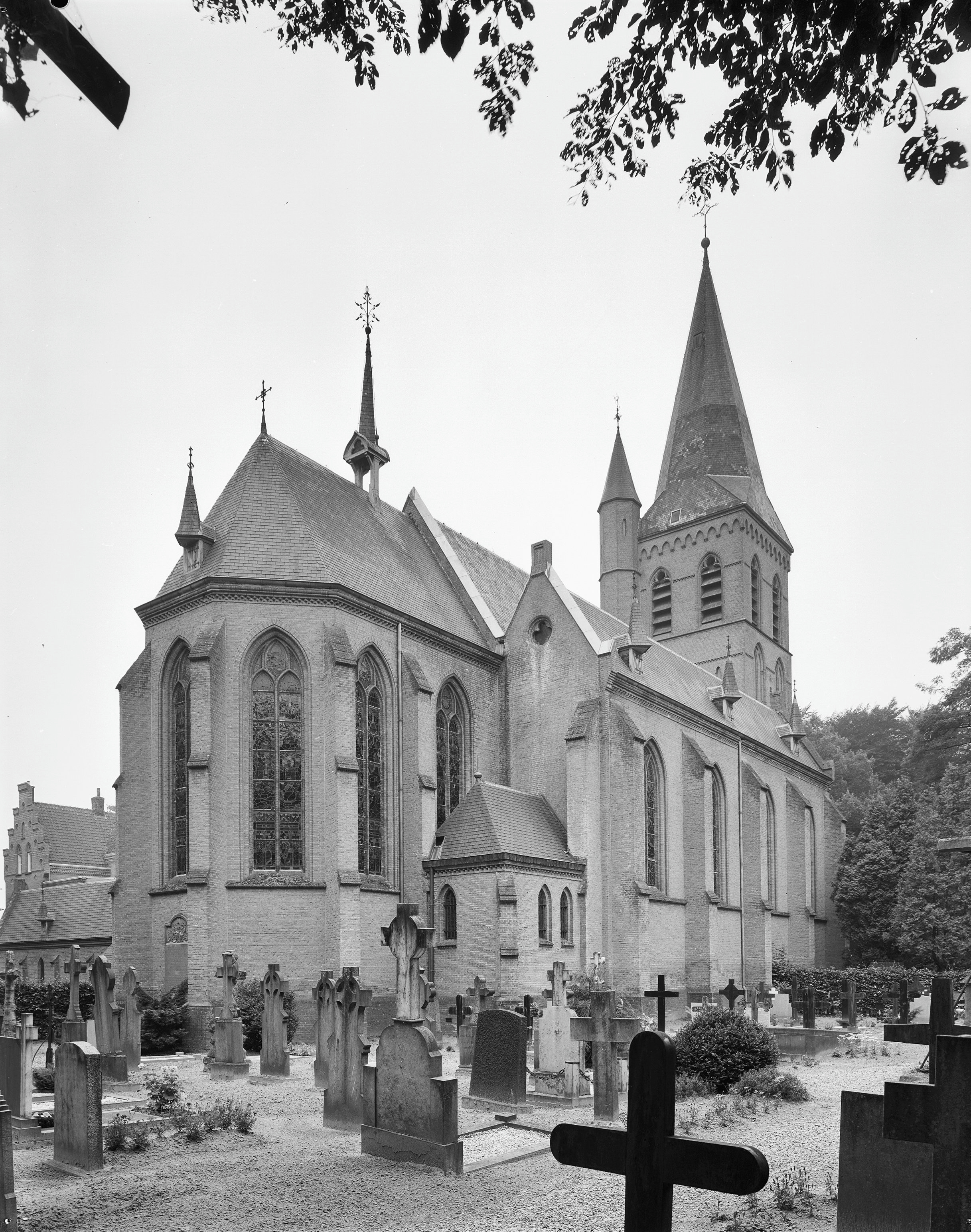
Buitenaanzicht in 1972
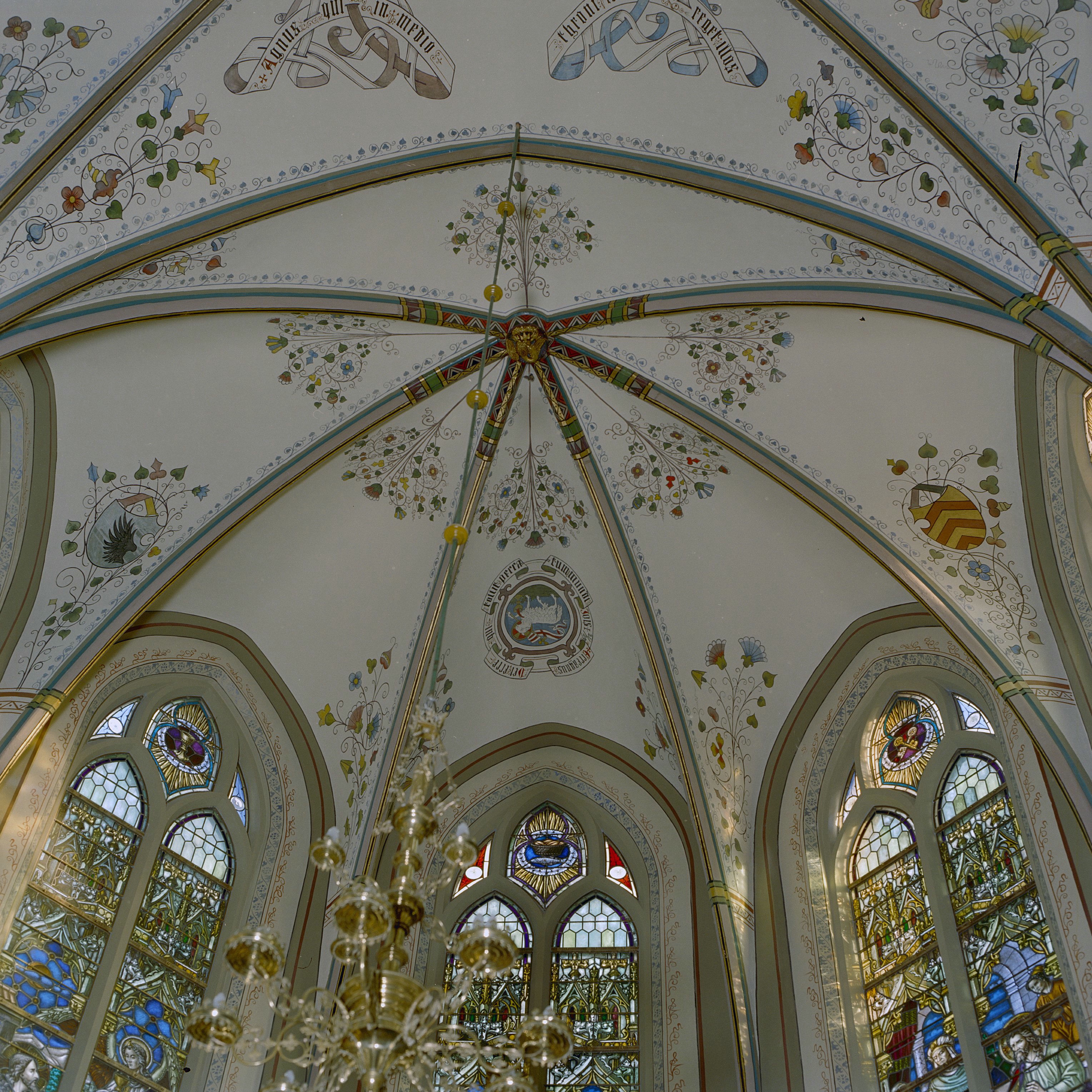
Gewelfschildering
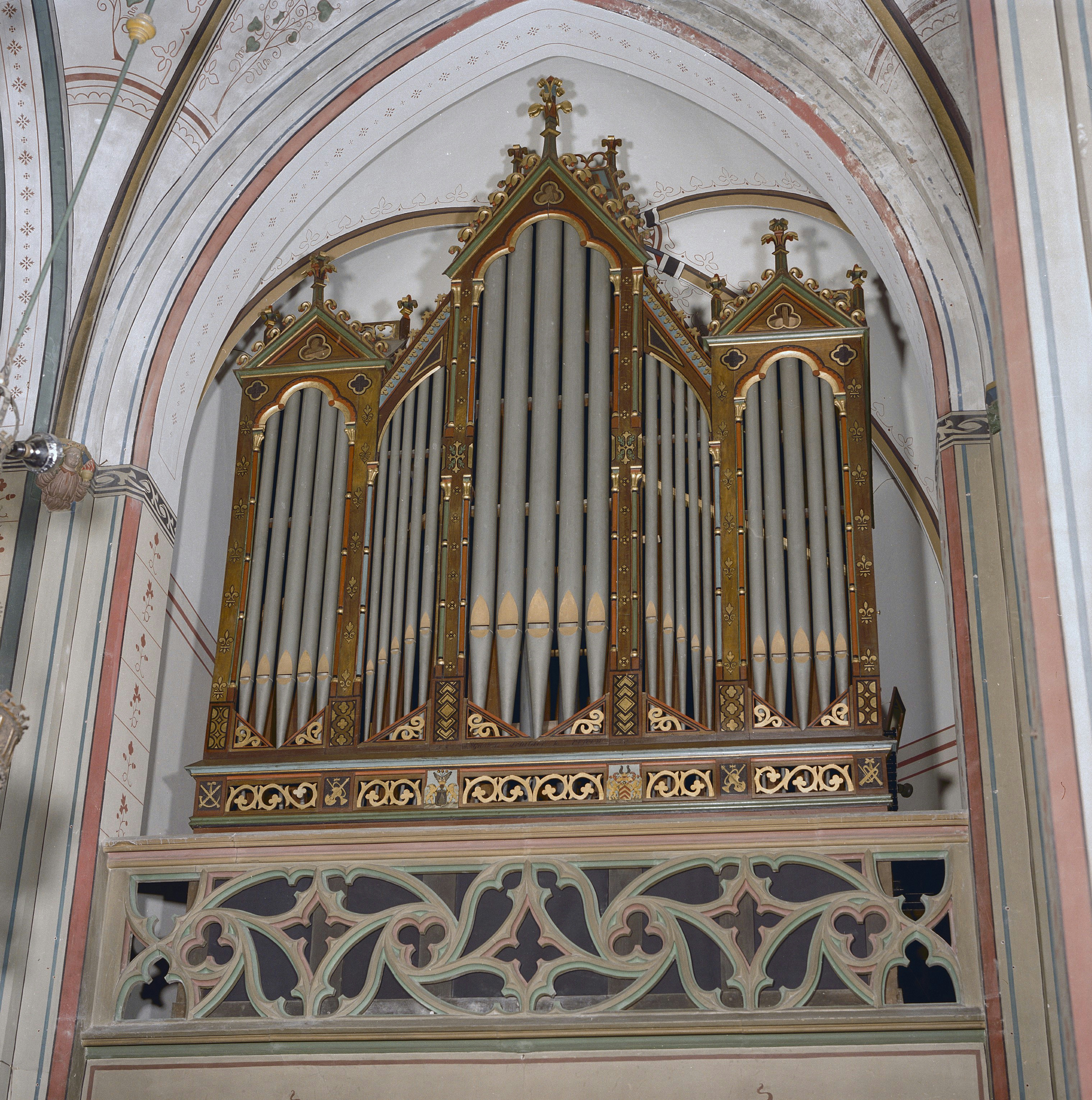
Orgel
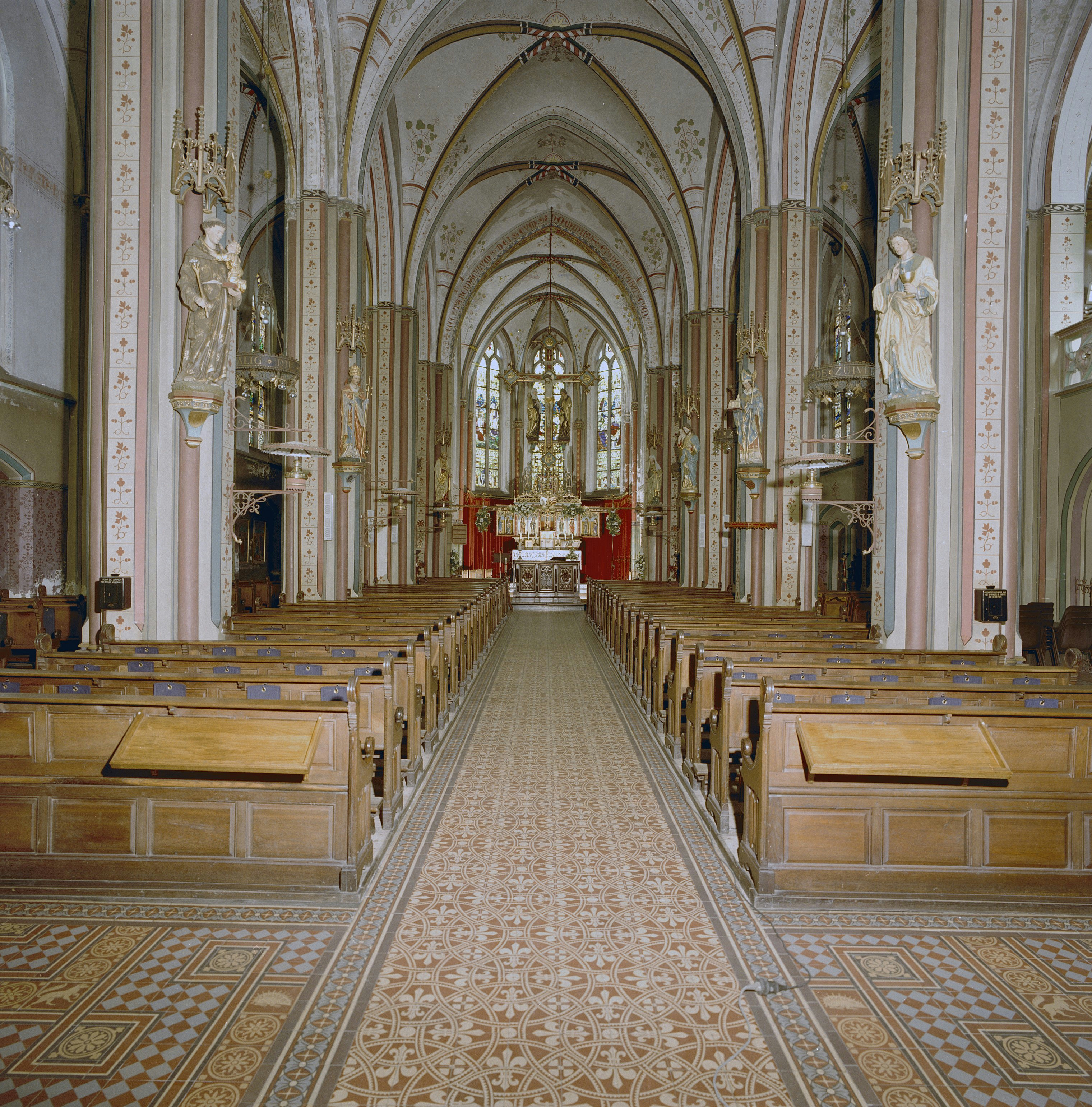
Middenschip naar het oosten
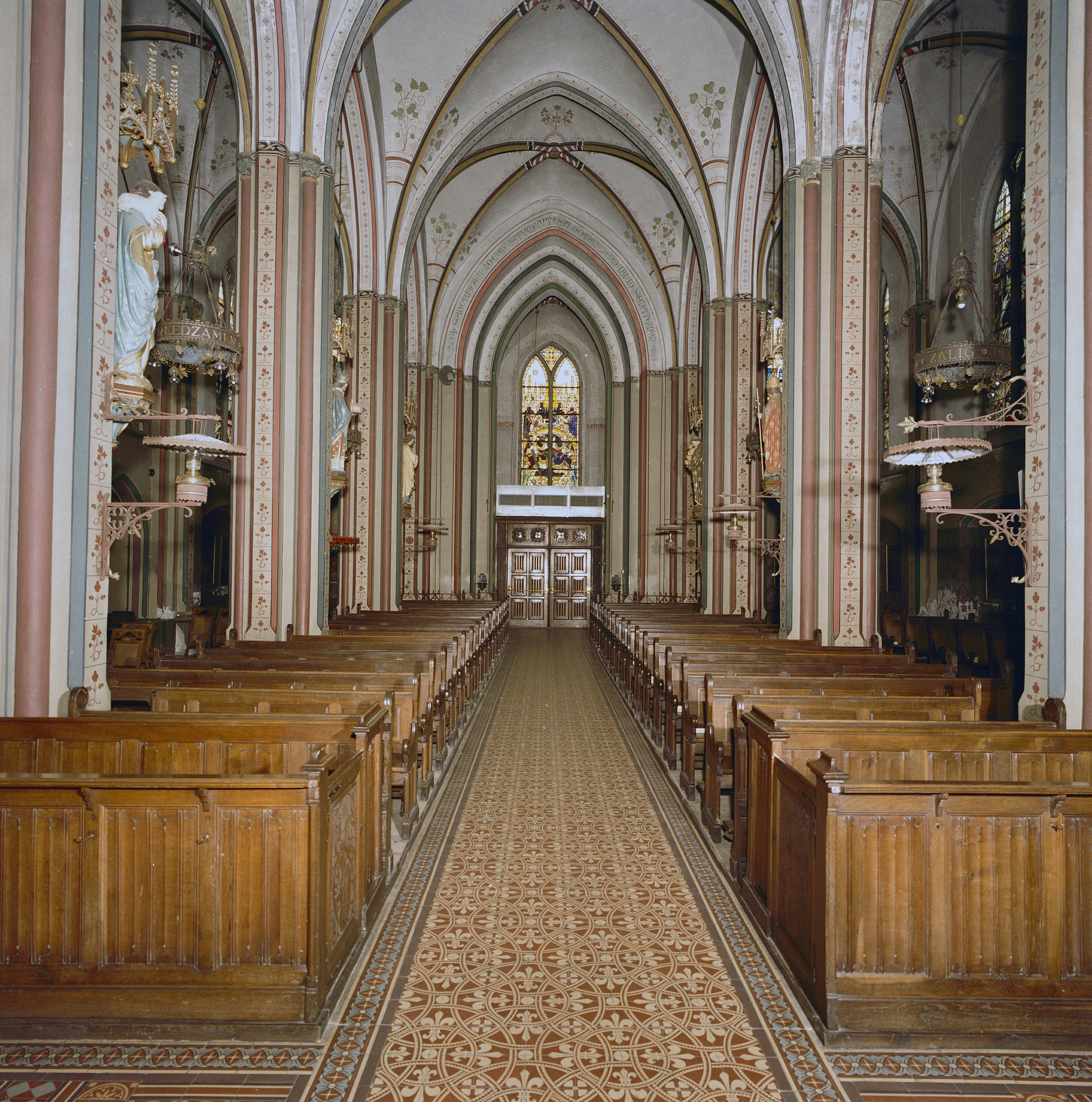
Middenschip naar het westen